# 19e régiment d'infanterie territoriale
Pour les articles homonymes, voir 19e régiment.
Le 19e régiment d'infanterie territoriale est un régiment d'infanterie territoriale de l'armée de terre française qui a participé à la Première Guerre mondiale.

## Création et différentes dénominations
- 19 mars 1875 : le régiment reçoit son numéro en prévision de la mobilisation[1]
- 2 août 1914 : formation du 19e régiment d'infanterie territoriale[2]
- 2 septembre 1914 : les trois bataillons sont séparés[3]
- 5 août 1915 : formation d'un 4e bataillon[4]
- 1er janvier 1917 : dissolution du 1er bataillon[5]
- 23 août 1917 : dissolution du 3e bataillon[4]
- 1er février 1918 : dissolution du 4e bataillon[4]
- 4 janvier 1919 : dissolution du 2e bataillon[6]

## Chefs de corps
- 1914 : lieutenant-colonel Macquart[2]

## Drapeau
Il ne porte aucune inscription.

## Historique des garnisons, combats et batailles du19eRIT

### Première Guerre mondiale
Le régiment est un régiment d'étapes, chargé de la logistique. Il est mobilisé à Falaise.
Ses bataillons sont séparés dans leurs missions à partir du 2 septembre, et eux-mêmes souvent disloqués par compagnies.
Les hommes du régiment, notamment ceux des 1er et 2e bataillons, sont néanmoins engagés au plus près de la ligne de front.

## Personnages célèbres ayant servi au19eRIT
- Jules Hedeman